# Купер Роман Петрович
Рома́н Петро́вич Ку́пер  (16 липня 1959, с. Галич, Підгаєцький район — 30 травня 1994, Київ) — Народний депутат України 2-го скликання.

## Біографія
Роман Купер народився 16 липня 1959 року на Тернопільщині в селі Галич. Закінчив Тернопільський медичний інститут. У 1990 році вступив до лав Української Республіканської Партії (УРП), але вже 1992 року Роман Купер перейшов до Української Консервативної Республіканської Партії (УКРП), яка вийшла з УРП. Після цього очолив тернопільську міську організацію УКРП. Почавши таким чином активне політичне життя, Роман Купер став заступником голови Тернопільської міської ради. На цій посаді залишався до 1994 року.
На парламентських виборах 1994 року Роман Купер балотувався як кандидат від УКРП на посаду Народного депутата України від Теребовлянського виборчого округу № 364. У результаті він пройшов до парламенту і набув депутатських повноважень 12 травня. Але довго попрацювати на цій посаді Романові Куперові не вдалося, бо вже 30 травня 1994 року він помер від інсульту в одній з київських лікарень. Похований у рідному селі.
Удова Романа Купера, Оксана Купер, 26 березня 2006 обрана до Тернопільської міської ради від Всеукраїнського об'єднання «Батьківщина» і стала Головою Постійної комісії міської ради з питань планування, бюджету та фінансів.